# Universiteit van Atlántico
De Universiteit van Atlántico (Uniatlántico, Spaans: Universidad del Atlántico) is een publieke onderzoeksuniversiteit, gevestigd in Barranquilla, Atlántico, Colombia. De universiteit werd opgericht in 1941 als het Technologisch Instituut van Atlántico en kreeg in 1946 haar huidige naam. Het is naar aantal studenten de grootste universiteit van de departement Atlántico.
De universiteit heeft drie campussen. Een hoofdcampus, bekend onder de naam North Campus, en twee kleinere campussen; de Downtown Campus en de School of Arts.
- International Standard Name Identifier: 0000 0001 2180 2377
- Library of Congress Control Number: n84055416
- Virtual International Authority File: 147794605